# Plaza Arenales

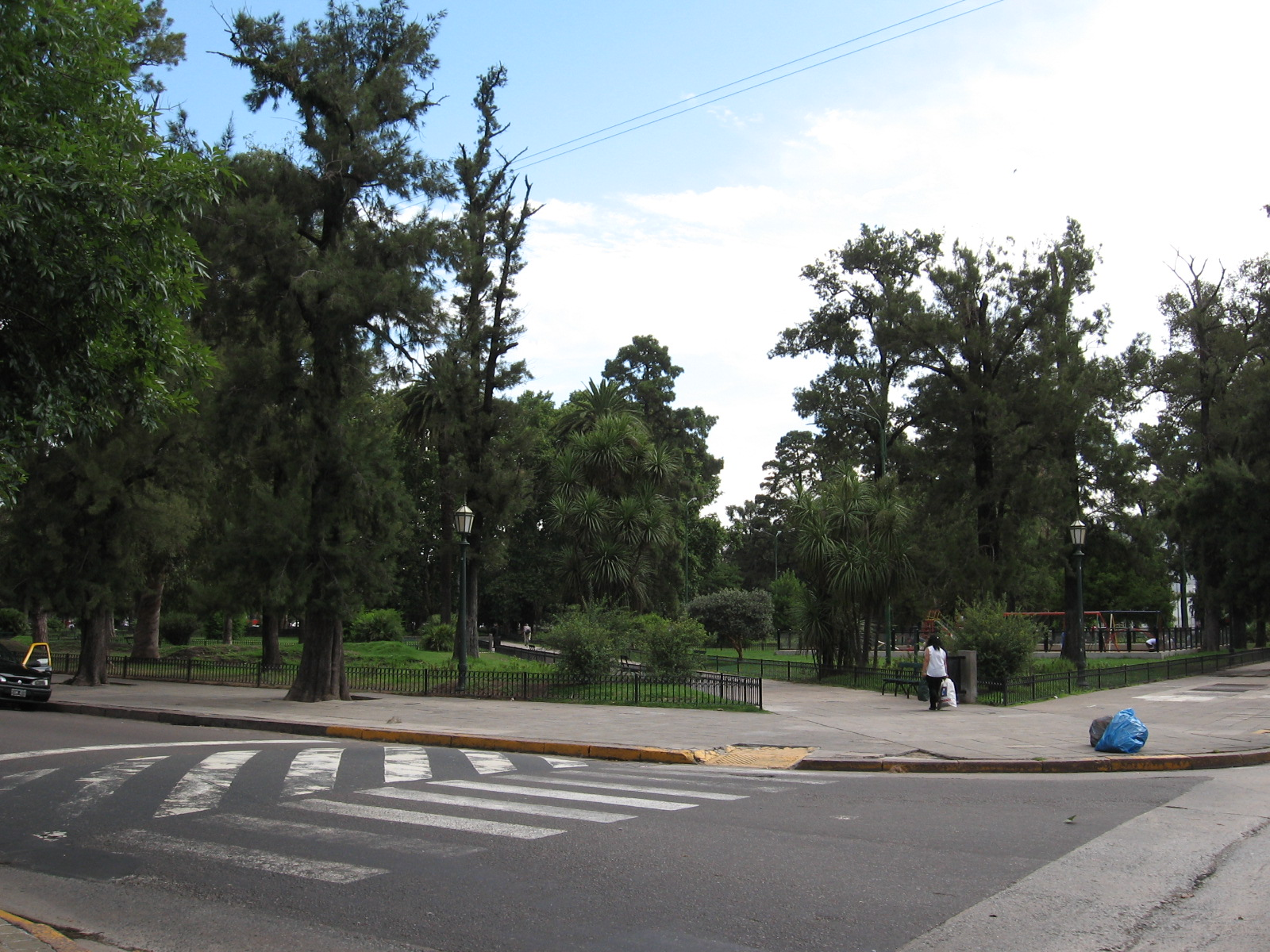
Plaza Arenales.

La Plaza Arenales, llamada así en honor de Juan Antonio Álvarez de Arenales, también conocida popularmente como Plaza Devoto, es una plaza situada en el barrio de Villa Devoto, en la ciudad de Buenos Aires. Ocupa un espacio equivalente a cuatro manzanas, y está delimitada por las calles Bahía Blanca, Mercedes, Nueva York y Pareja. Asimismo, se sitúa en el camino de las avenidas Chivilcoy, Salvador María del Carril, Lincoln y Fernández de Enciso. Estas dos últimas son de trazado diagonal respecto a las demás calles, por lo que la plaza se encuentra virtualmente en el punto de unión de 4 calles diferentes.

## Historia

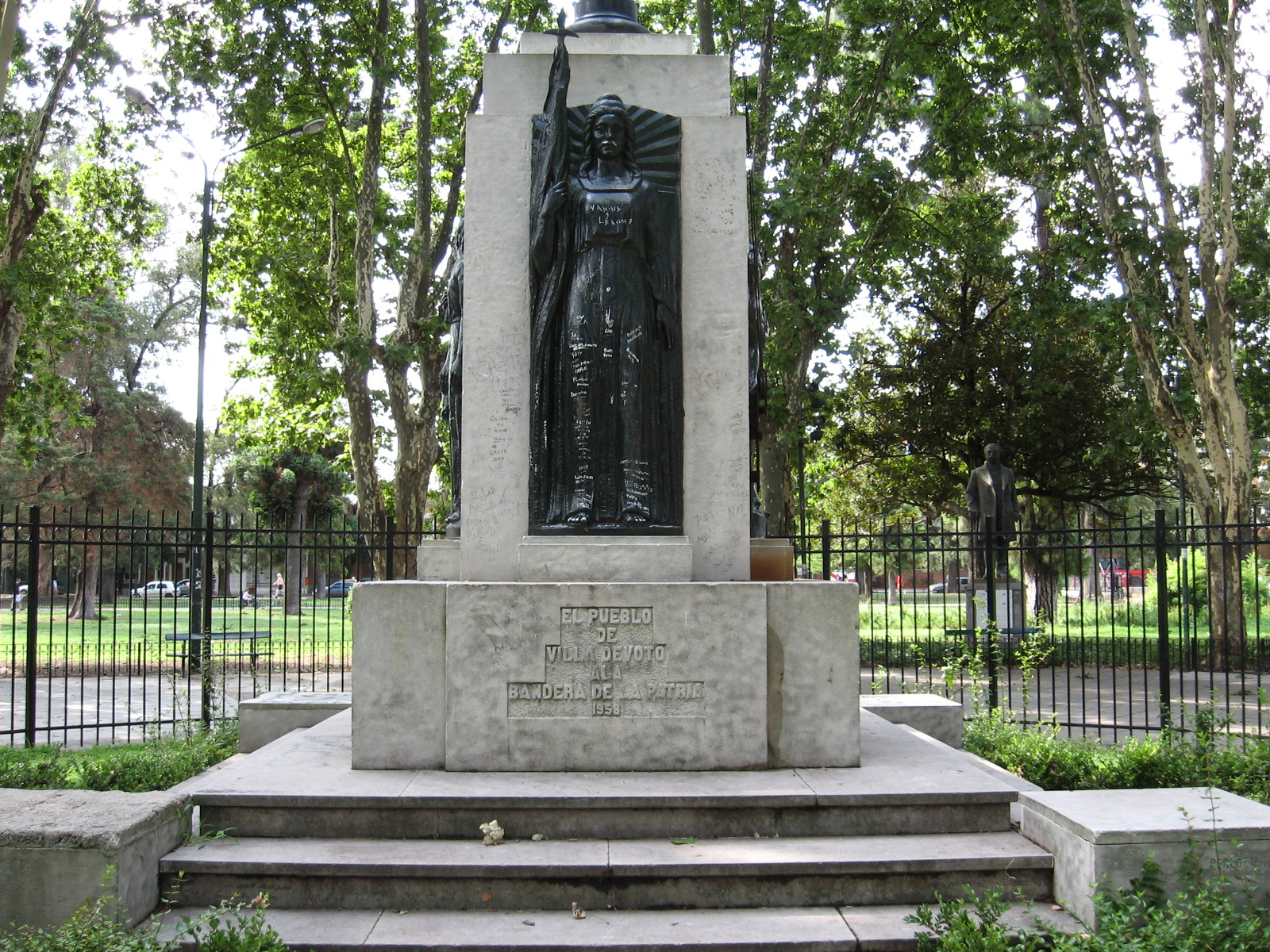
Mástil central de la plaza Arenales.

La plaza fue conocida en un principio pertenecía al paraje de Santa Rosa y estaba alambrada para mantener alejados a los animales salvajes. Por aquel entonces las calles eran de tierra, y la plaza tenía diversos tipos de árboles, como pinos, nogales, palmeras, eucaliptos, magnolias, etc.
En 1908 se proyectó colocar una estatua al General Arenales, pero dicho proyecto no se concretó. Aun así, motivó el nombre de la plaza, que permanece hasta la actualidad. En 1939 se colocó una placa recordatoria ubicada en Nueva York y Bahía Blanca, con motivo del cincuentenario del barrio, en 1949 se amplió incorporando nuevos terrenos, se reforestó la plaza y se construyeron los actuales senderos en diagonal. En 1941 producto de la crisis económica nacional parte de la plaza fue ocupada con casillas, que serían demolidas en 1948. En 1955 una parte de la plaza resultaría dañada tras la colocación de una bomba de un grupo radical frente a una sede del entonces Partido Justicialista que se encontraba frente a la plaza,resultando en 5 heridos, dos de gravedad y el daño a parte del patrimonio histórico de la plaza. “
En 1958 se colocó la piedra fundamental del monumento a la bandera situado en el centro de la plaza, [cita requerida]el cual posee figuras alegóricas y un mástil. El escultor Luis Perlotti talló las figuras, que en tres caras representan al General Arenales, a José de San Martín y Manuel Belgrano. La cuarta cara posee las figuras de La Libertad, el Trabajo y las industrias básicas de la economía argentina, la ganadería y la agricultura.
En la plaza hay también una estatua del fundador del barrio, el conde Don Antonio Devoto, la cual fue realizada por Arnoldo Zocchi.